# Генри (Иллинойс)

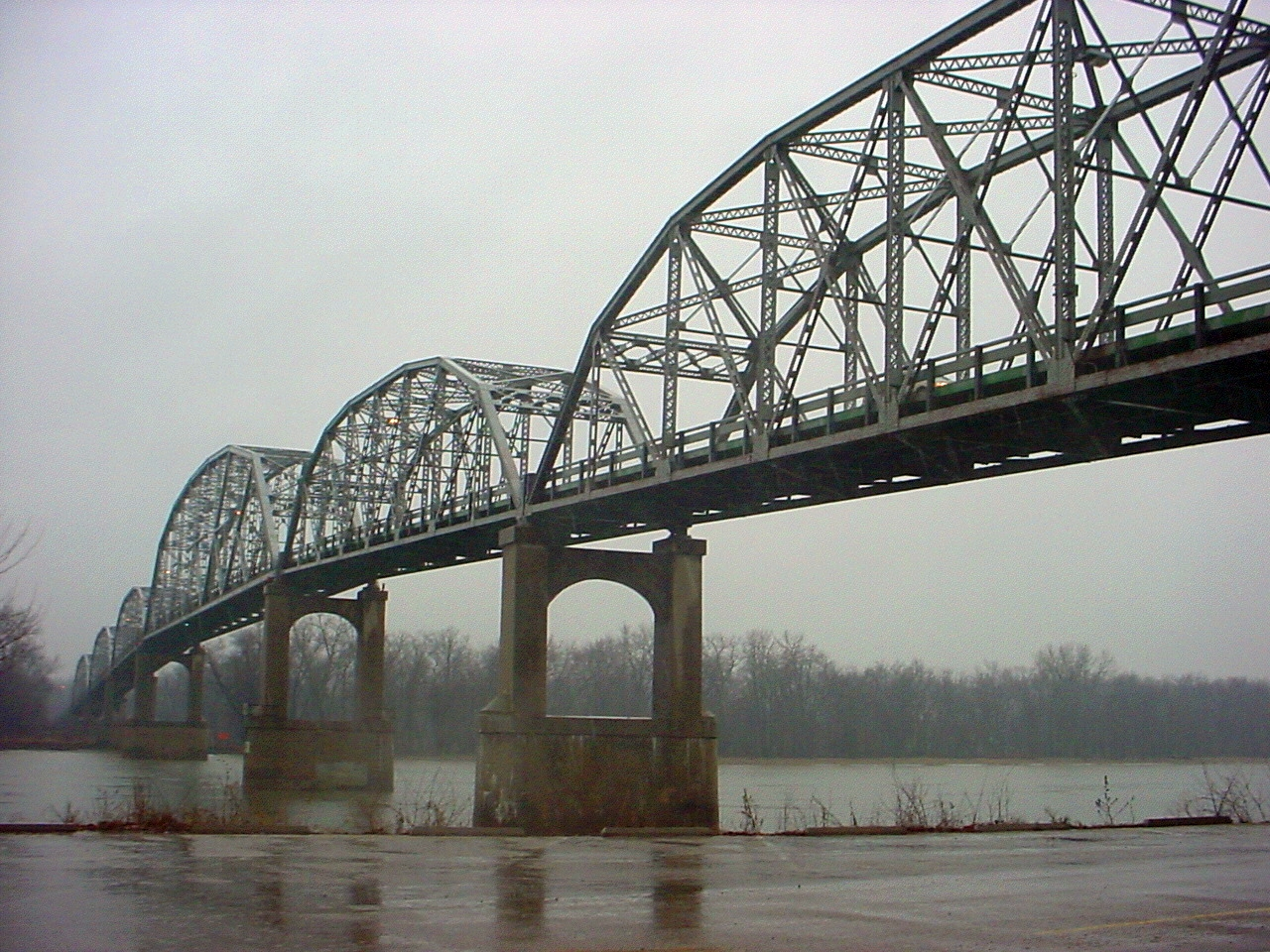
Мост через реку Иллинойс в Генри.

Генри (англ. Henry) — город, расположенный в округе Маршалл (штат Иллинойс, США) с населением в 2540 человек по статистическим данным переписи 2000 года.

## География
По данным Бюро переписи населения США город Генри имеет общую площадь в 4 квадратных километра.

## Демография
По данным переписи населения 2000 года в Генри проживало 2540 человек, 678 семей, насчитывалось 1014 домашних хозяйств. Средняя плотность населения составляла около 703 человек на один квадратный километр. Расовый состав Генри по данным переписи распределился следующим образом: 97,68 % белых, 0,51 % чёрных или афроамериканцев, 0,20 % — коренных американцев, 1,30 % — представителей смешанных рас. Испаноговорящие составили 0,63 % от всех жителей города.
Из 1014 домашних хозяйств в 29,6 % — воспитывали детей в возрасте до 18 лет, 55,2 % представляли собой совместно проживающие супружеские пары, в 8,2 % семей женщины проживали без мужей, 33,1 % не имели семей. 29,8 % от общего числа семей на момент переписи жили самостоятельно, при этом 16,9 % составили одинокие пожилые люди в возрасте 65 лет и старше. Средний размер домашнего хозяйства составил 2,42 человека, а средний размер семьи — 3,00 человека.
Население города по возрастному диапазону по данным переписи 2000 года распределилось следующим образом: 23,9 % — жители младше 18 лет, 6,9 % — между 18 и 24 годами, 24,1 % — от 25 до 44 лет, 23,0 % — от 45 до 64 лет и 22,1 % — в возрасте 65 лет и старше. Средний возраст жителей составил 42 лет. На каждые 100 женщин в Генри приходилось 88,1 мужчин, при этом на каждые сто женщин 18 лет и старше приходилось 87,1 мужчин также старше 18 лет.
Средний доход на одно домашнее хозяйство в городе составил 40,236 долларов США, а средний доход на одну семью — 50,375 долларов. При этом мужчины имели средний доход в 39,919 долларов США в год против 18,621 долларов среднегодового дохода у женщин. Доход на душу населения в городе составил 18,473 долларов в год. 5,7 % от всего числа семей в населённом пункте и 5,6 % от всей численности населения находилось на момент переписи населения за чертой бедности, при этом 5,5 % из них были моложе 18 лет и 6,3 % — в возрасте 65 лет и старше.